# Núi Bàn
Núi Bàn là một ngọn núi có đỉnh bằng phẳng tạo thành một điểm nhấn nổi bật, nhìn ra thành phố Cape Town ở Nam Phi, và được chọn làm hình ảnh đặc trưng của lá cờ của Cape Town và phù hiệu khác của chính quyền địa phương. Đây là một điểm thu hút du lịch đáng kể, với nhiều du khách bằng cách sử dụng cáp treo hoặc đi bộ đường lên đỉnh. Núi này là một phần của vườn quốc gia núi Bàn.
Đặc điểm chính của núi Bàn là cao nguyên bằng phẳng khoảng 3 km (2 dặm) từ bên này sang bên kia, ngoài rìa có những vách đá ấn tượng. Cao nguyên này, hai bên là đỉnh Quỷ ở phía đông và Đầu Sư Tử về phía tây, tạo thành một bối cảnh đầy kịch tính đến Cape Town. Này quét rộng độ cao miền núi, cùng với đồi Tín Hiệu, tạo thành một giảng đường tự nhiên của Thành phố Bowl và bến cảng vịnh Table. Điểm cao nhất trên núi Bàn là vào cuối phía đông của cao nguyên và được đánh dấu bởi Beacon Maclear, ụ đắp bằng đá xây dựng vào năm 1865 bởi Sir Thomas Maclear phục vụ cho khảo sát lượng giác. Núi cao 1.086 mét (3.563 ft) trên mực nước biển, cao khoảng 19 mét (62 ft) so với các trạm cáp ở cuối phía tây của cao nguyên.